# Оперативный план «А»
Оперативный план «А» — японский оперативный план обороны в районе Марианских островов, островов Палау и линии, соединяющей острова Суматру, Яву, Тимор и западную часть острова Новая Гвинея во время Второй мировой войны. Составленный в мае 1944 года, он заменил «Оперативный план „Z“». План «А» был введен в действие в июне 1944 года. В июле 1944 года был заменен на «Оперативный план „Сё“», но формально действовал до октября 1944.

## Предыстория
В конце февраля 1944 года войсками США были заняты острова Гилберта и Маршалловы острова, а остров Трук и архипелаг Бисмарка были обойдены и нейтрализованы. Японское командование начало разработку плана обороны. В мае 1944 план был разработан и отправлен всем японским войскам. По этому плану оборона должна вестись в районе Марианских островов, островов Палау и линии, соединяющей острова Суматру, Яву, Тимор и западную часть острова Новая Гвинея. Уже в июне 1944 года, когда силы США начали штурм острова Сайпан, план «А» пришлось ввести в действие.

## Цели и задачи

### Цель
Главной целью этого плана было сосредоточение всех наличных сил Японии для решительного сражения против сил США.

### Задачи
Для успешного осуществления этой цели японским войскам предстояло выполнить следующие задачи:
1. Ускорить сосредоточение сил для решающего боя с американцами. Соприкосновение с главными силами флота США и уничтожение их должно произойти в конце мая в районе центральной части Тихого океана, недалеко от Филиппинских островов или к югу от линии, соединяющей острова Тимор, Яву и Суматру. При отсутствии других команд указаний избегать вступления в любой бой до тех пор, пока выделенные силы не будут организованы. Районом переломного боя избрать по возможности участок, расположенный вблизи баз Оперативного флота Японии.
2. В случае, если нападение войск противника произойдет до окончания организации Оперативного флота, то нужно избегать решительного сражения с применением надводных кораблей. Для перехвата и уничтожения нападающего противника нужно использовать авиацию и силы местной обороны. В данном случае по возможности избегать напрасных потерь среди самолетов, только если потеря части авиации окажет благоприятное воздействие на последующее сражение.
3. По окончании организации Оперативного флота необходимо выбрать удобный момент и бросить все имеющиеся корабли против главных сил противника, стремясь войти с ним в соприкосновение и уничтожить его.
4. При подготовке к сражению основное внимание уделять подготовке к действиям авиации путём постройки авиабаз в удобных местах и накопления запасов горючего и боеприпасов. Армия и флот обязаны в ходе подготовки действовать совместно и использовать вместе все авиабазы.

## Дислокация сил
Дислокация японских сил устанавливалась следующая:

### Военно-морские силы
| Район дислокации                         | Силы японцев |
| ---------------------------------------- | --- |
| центральные и южные Филиппинские острова | 1-й Оперативный флот, состоящий из 1 и 3-й дивизий линейных кораблей, 1, 2, 3-й дивизий авианосцев, 4, 5, 7-й дивизий крейсеров, 2 и 10-й эскадр эскадренных миноносцев |

### Военно-воздушные силы
| Район дислокации | Силы японцев                                                  |
| --- | ------------------------------------------------------------- |
| Центральная часть Тихого океана (Марианские острова — западные Каролинские острова), Филиппинские острова и в районе к северу от Австралии | 1-й воздушный флот, состоящий из 61 и 62-й воздушных флотилий |

## Последствия
В последовавшем сражении между японскими силами и силами США в Филиппинском море большая часть японских авианосцев и практически все авианосные авиагруппы были уничтожены. Также тяжелые потери понесла базовая авиация 1-го воздушного флота. Эти потери японской морской авиации оказали огромное влияние на все последующие операции.